# Kanton Ault
Kanton Ault is een voormalig kanton van het Franse departement Somme. Het kanton maakte deel uit van het arrondissement Abbeville. Het werd opgeheven bij decreet van 26 februari 2014 met uitwerking in 2015. Op 22 maart 2015 werden de gemeenten opgenomen in het kanton Friville-Escarbotin.

## Gemeenten
Het kanton Ault omvatte de volgende gemeenten:
- Allenay
- Ault (hoofdplaats)
- Béthencourt-sur-Mer
- Friaucourt
- Méneslies
- Mers-les-Bains
- Oust-Marest
- Saint-Quentin-la-Motte-Croix-au-Bailly
- Woignarue
- Yzengremer